# Sölring

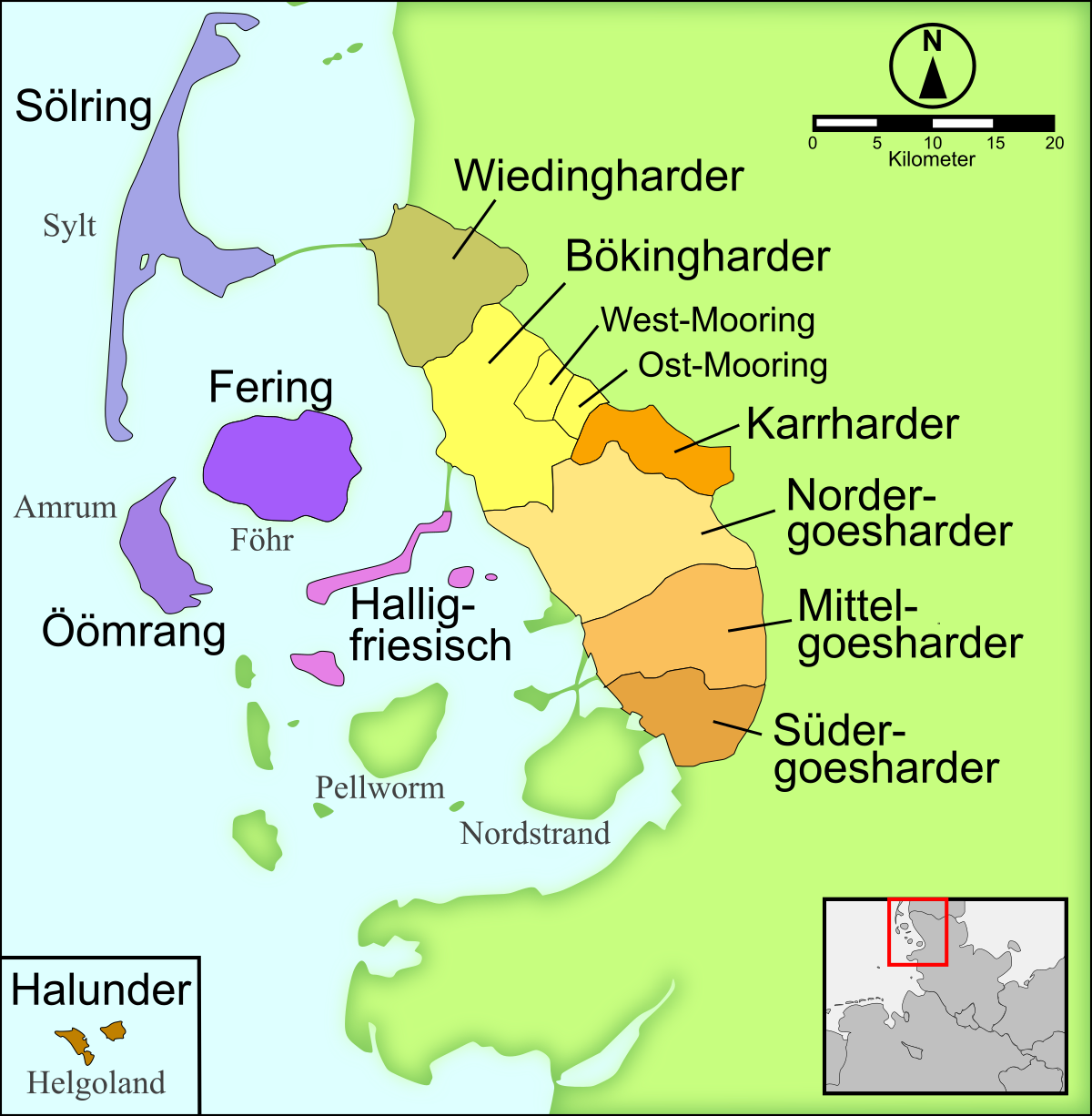
Das Sylterfriesische und seine friesischen Nachbardialekte

Sölring (oder Söl’ring, auch Sylterfriesisch, veraltet Syltring) ist einer der zehn Hauptdialekte der nordfriesischen Sprache. Er wird traditionell auf der Insel Sylt gesprochen und gehört zum inselfriesischen Zweig des Nordfriesischen.

## Sprache
Als nördlichster nordfriesischer Dialekt, der auf die erste friesische Einwanderungswelle etwa ab dem Jahr 800 zurückgeht, war das Sylterfriesische einem relativ starken jütischen Einfluss unterworfen und weist eine entsprechend alte Schicht jütischer Lehn- und Substratwörter auf. Durch seine Randlage im Sprachgebiet ist das Sölring außerdem von vielen Entwicklungen des Nordfriesischen nicht oder nur teilweise betroffen. Die typisch nordfriesische Senkung des kurzen i zum kurzen a entwickelte sich auf Sylt beispielsweise in der Regel nur bis zum e (vergleiche Sölring fesk, Fering fask „Fisch“).
Im nominalen Genus des Sylterfriesischen sind – wie im Dänischen, Niederländischen und Niederdeutschen – das Maskulinum und Femininum gegenüber dem Neutrum als sogenanntes Utrum zusammengefallen (di „der“/„die“, dit „das“). Dieses System teilt das Sölring innerhalb des Nordfriesischen nur mit dem Helgoländer Dialekt (Halunder). Es gibt auf Sylt sogar die Tendenz, dass alle drei Genera wie etwa im Englischen zusammenfallen. Diese Entwicklung wurde aber wahrscheinlich durch den zunehmenden Einfluss des Hochdeutschen aufgehalten. Ebenfalls nur mit dem Halunder teilt das Sölring die Eigenschaft, nur eine genusübergreifende Einheitsform beim Possessivpronomen zu kennen (z. B. min „mein“), während die übrigen nordfriesischen Mundarten unterschiedliche Formen für das Maskulinum einerseits und das Femininum und Neutrum andererseits kennen.
Das Sylterfriesische gilt als die nordfriesische Mundart, in der sich Dualpronomina am längsten – bis ins 20. Jahrhundert hinein – halten konnten. Im Gegensatz zu den anderen Mundarten wies das Sölring den Dual neben der 1. (wat „wir beide“; unk „uns beiden“) und der 2. Person (at „ihr beide“; junk „euch beiden“) auch in der 3. Person auf (jat „die beiden“), allerdings nur in der Subjektform.

## Dialektliteratur
Eine herausragende Stellung unter den nordfriesischen Mundarten hat das Sölring auf dem Gebiet der Literatur. Die sylterfriesische Literatur gilt als die umfassendste und ausgebauteste nordfriesische Dialektliteratur. Auch wenn kein sylterfriesisches Literaturzeugnis aus der Zeit vor 1800 überliefert ist, waren die Sylter Dichter danach häufig Vorreiter in der literarischen Entwicklung. Es wird angenommen, dass dies durch den früh einsetzenden Fremdenverkehr auf der Insel und der damit einhergehenden Bedrohung der Sprache begünstigt wurde, welche die Sylter für ihre Identität und Sprache sensibilisierte.
Das Erscheinen der Komödie Der Geitzhals auf der Insel Silt des Sylter Seemanns Jap Peter Hansen (1767–1855) im Jahr 1809 gilt heute als Startpunkt der modernen nordfriesischen Literatur. Ebenfalls von Hansen stammt der einzige längere Roman, der je auf Nordfriesisch geschrieben wurde. Di lekkelk Stjüürman („Der glückliche Steuermann“) erschien 1833 als Fortsetzung zum Sylter Petritag.
Sein Sohn, der Lehrer Christian Peter Hansen (1803–1879), schuf mit dem Werk Uald' Söld'ring Tialen („Alte Sylter Geschichten“) aus dem Sylter Sagenschatz durch Umdeutung und Bearbeitung einen friesischen Nationalmythos. Eine bekannte Ballade Hansens ist Di Brirfiarhooger („Die Brautzughügel“).
Von besonderer Bedeutung ist auch die Übersetzung des Neuen Testaments und der Psalmen durch den Lehrer Peter Michael Clemens (1804–1870) in die Sylter Sprache. Damit entstand eine nordfriesische Bibelübersetzung weitaus früher als beispielsweise in der westfriesischen Sprache. Das Werk blieb allerdings lange unentdeckt und wurde erst 2008 gedruckt.
In der ersten Hälfte des 20. Jahrhunderts entstand der Großteil der Sylter Literatur. Bekannte Dichter der Zeit waren beispielsweise der Kaufmann Andreas Hübbe (Di Önergang fan Söl) und der Verleger Christian Peter Christiansen, der die Sylter Hymne Üüs Sölring Lön („Unser Sylter Land“) verfasste.
Von höchster Bedeutung für die Sylter und die gesamte nordfriesische Literatur war aber Jens Emil Mungard. Er verfasste etwa 800 Gedichte, dazu ein wenig Prosa und Theaterstücke. Sein bekanntestes Werk ist das Gedicht Di Hiir es Brir („Die Heide blüht“). Mungard starb 1940 im Konzentrationslager Sachsenhausen.

### Textbeispiel: Üüs Söl’ring Lön’
Es folgt die erste Strophe und der Refrain des Liedes Üüs Söl’ring Lön’, der inoffiziellen Sylter Hymne, von Christian Peter Christiansen.
| Üüs Söl’ring Lön’ Üüs Söl’ring Lön’, dü best üüs helig; Dü blefst üüs ain, dü best üüs Lek! Din Wiis tö hual’en, sen wü welig; Di Söl’ring Spraak auriit wü ek. Wü bliiv me di ark Tir forbün’en, Sa lung üs wü üp Warel’ sen. Uk diar jaar Uuning bütlön’ fün’en, Ja leng dach altert tö di hen. Kumt Riin, Kumt Senenskiin, Kum junk of lekelk Tiren, Tö Söl' wü hual' Aural; Wü bliiv truu Söl’ring Liren! | Unser Sylter Land Unser Sylter Land, du bist uns heilig, du bist unser Eigen, du bist unser Glück. Deine Art zu halten, sind wir willig. Die Sylter Sprache vergessen wir nicht. Wir bleiben mit Dir jederzeit verbunden, solange wir auf der Welt sind. Auch jene, die ihr Zuhause außerhalb fanden, sie sehnen sich doch immer zu dir hin. Kommt Regen, kommt Sonnenschein, kommen dunkle oder glückliche Zeiten Zu Sylt halten wir Immer Wir bleiben treue Sylter Leute. |

## Film
- 2006: Inselklang – Die Sylter Sprache vergessen wir nicht. 28 Minuten, Regie: Anne Goltz[5]
- 2013: Söl’ring – Gesichter des Sylter Urdialekts. 12 Minuten, von Wiebke Mörig (Video bei vimeo.com)